# Santa Costanza

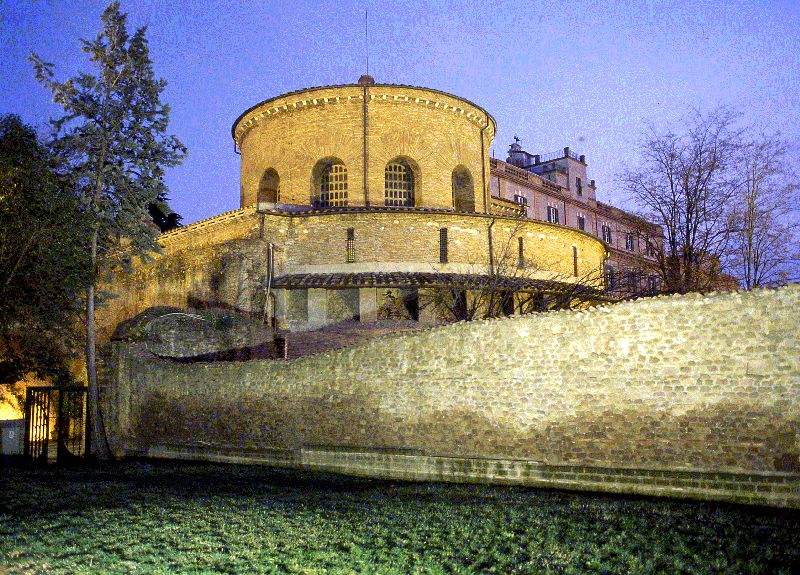
Mausoleum Santa Costanza

Santa Costanza ist eine Kirche in Rom, erbaut circa 340–345 nach Christus, eben zur Zeit Konstantins des Großen. Sie war ursprünglich als Mausoleum für seine Töchter Constantia (häufig auch Constantina genannt) und Helena vorgesehen. Im Zuge der Verehrung Constantias als Heilige  wurde die Grabkapelle zunächst in ein Baptisterium und später in eine Kirche mit dem italienischen Namen Santa Costanza umgewandelt.

## Geschichte

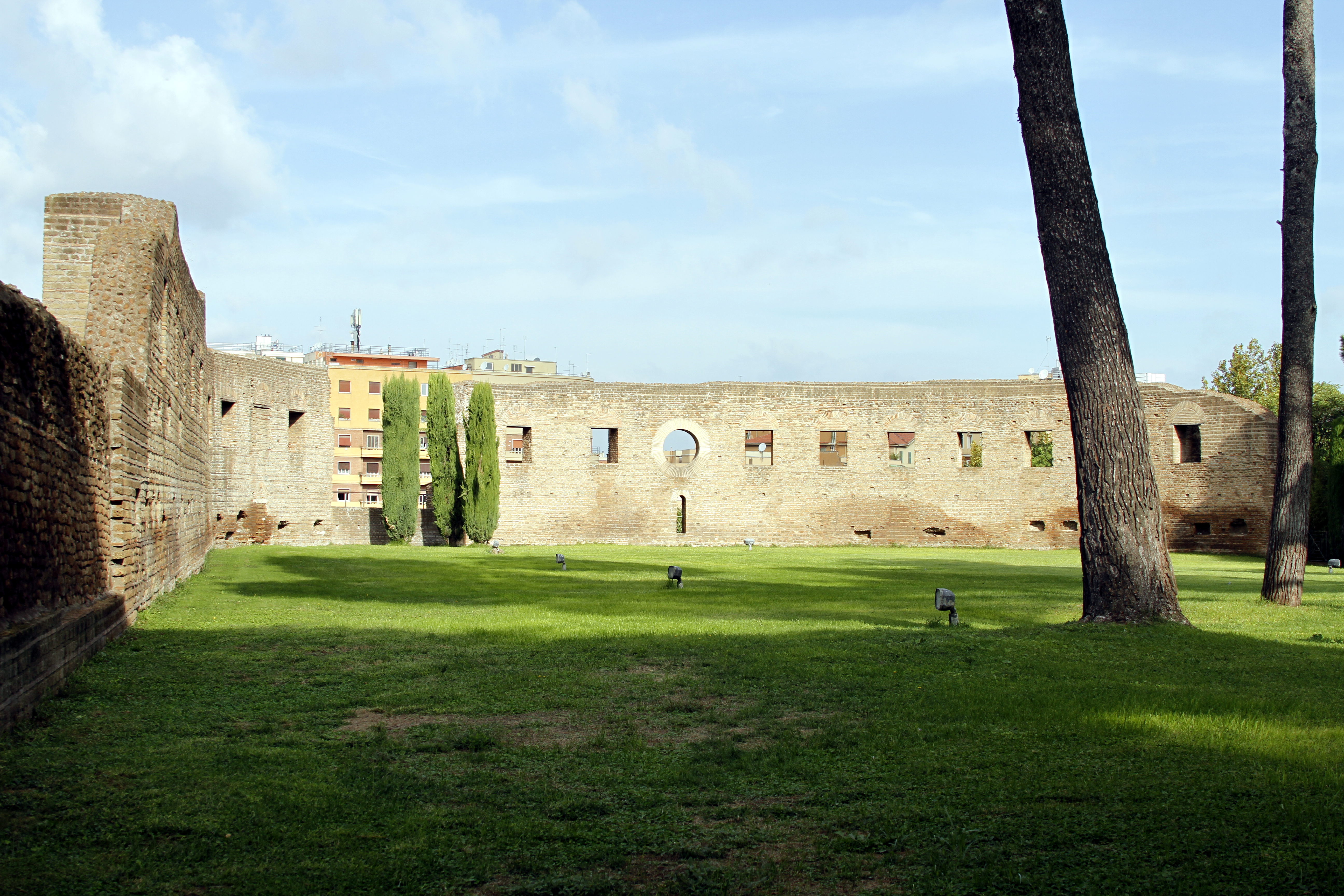
Ruinen der Basilika

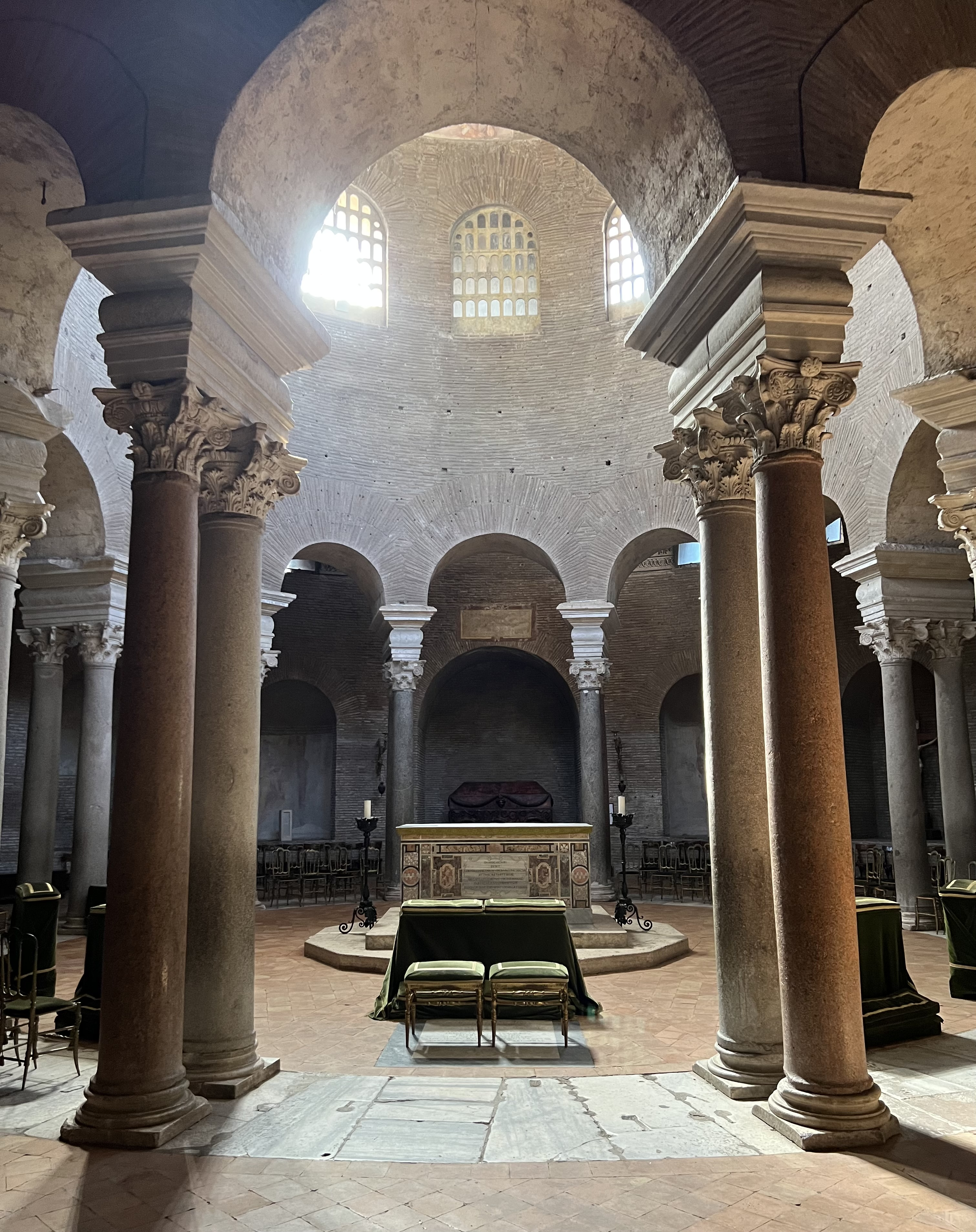
Innenraum mit Säulenrunde

In unmittelbarer Nähe des Mausoleums befindet sich bis auf den heutigen Tag eine weitläufige Katakombe, in der die Heilige Agnes (auf deren Fürsprache nach einer frommen Legende Constantia von einer Krankheit geheilt worden sein soll) bestattet war. Die große Verehrung der Heiligen und der ausgeprägte Wunsch, in der Nähe eines Heiligengrabes bestattet zu werden, führte unmittelbar nach dem Ende der Christenverfolgung zu einer regen Bautätigkeit. An vielen Orten entstanden – häufig auf Initiative des Kaiserhauses – über den Katakomben große Kirchen, die oft selber als Grabstätten genutzt werden konnten. Die Gräber bedeckten in der Regel den gesamten Fußboden.
Es war vermutlich Constantia selbst, die über der Agneskatakombe die Errichtung einer großen Umgangsbasilika zu Ehren der Hl. Agnes stiftete, die heute nur noch in wenigen Mauerresten erhalten ist. Ihrem Rang gemäß ließ sie für sich eine eigene Grabkapelle errichten, die unmittelbar an die Seitenwand dieser Kirche angebaut war. In Rom finden sich mehrere Beispiele aus dem frühen 4. Jh. für eine solche Kombination von Basilika und angrenzendem, rundem Mausoleum für ein Mitglied der christlich gewordenen Kaiserfamilie (Mausoleum der Helena, San Sebastiano u. a.).

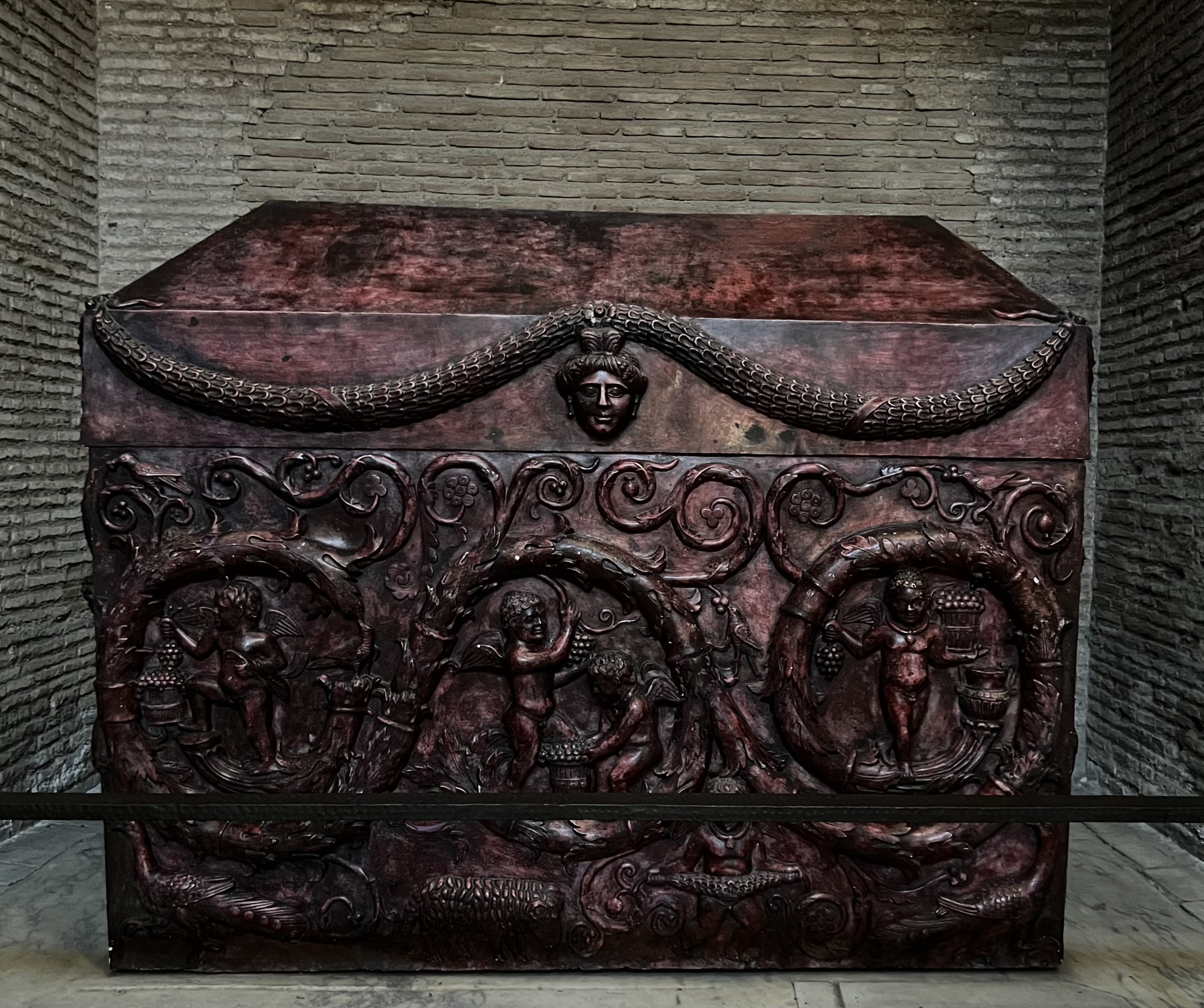
Sarkophag der Constantina, Original im Vatikanischen Museum

Da Friedhöfe aus hygienischen Gründen innerhalb römischer Städte verboten waren, wurden sie außerhalb der damaligen Stadtmauern angelegt. So liegt auch diese Kirche mit dem angrenzenden Mausoleum etwa drei Kilometer nördlich der Aurelianischen Mauer, an der wichtigen Via Nomentana.
Ob Constantia und ihre Schwester tatsächlich in diesem Mausoleum bestattet worden sind, ist nicht sicher. Der Sarkophag aus Porphyr, der vermutlich in der dem Haupteingang gegenüberliegenden Nische stand, befindet sich heute in den Vatikanischen Museen. Im Mausoleum befindet sich eine Kopie.
Tatsache ist, dass das Mausoleum bereits vor dem 6. Jahrhundert seine neue Funktion als Baptisterium erhielt. 1254 wurde es von Papst Alexander IV. als Kirche geweiht.

## Bau

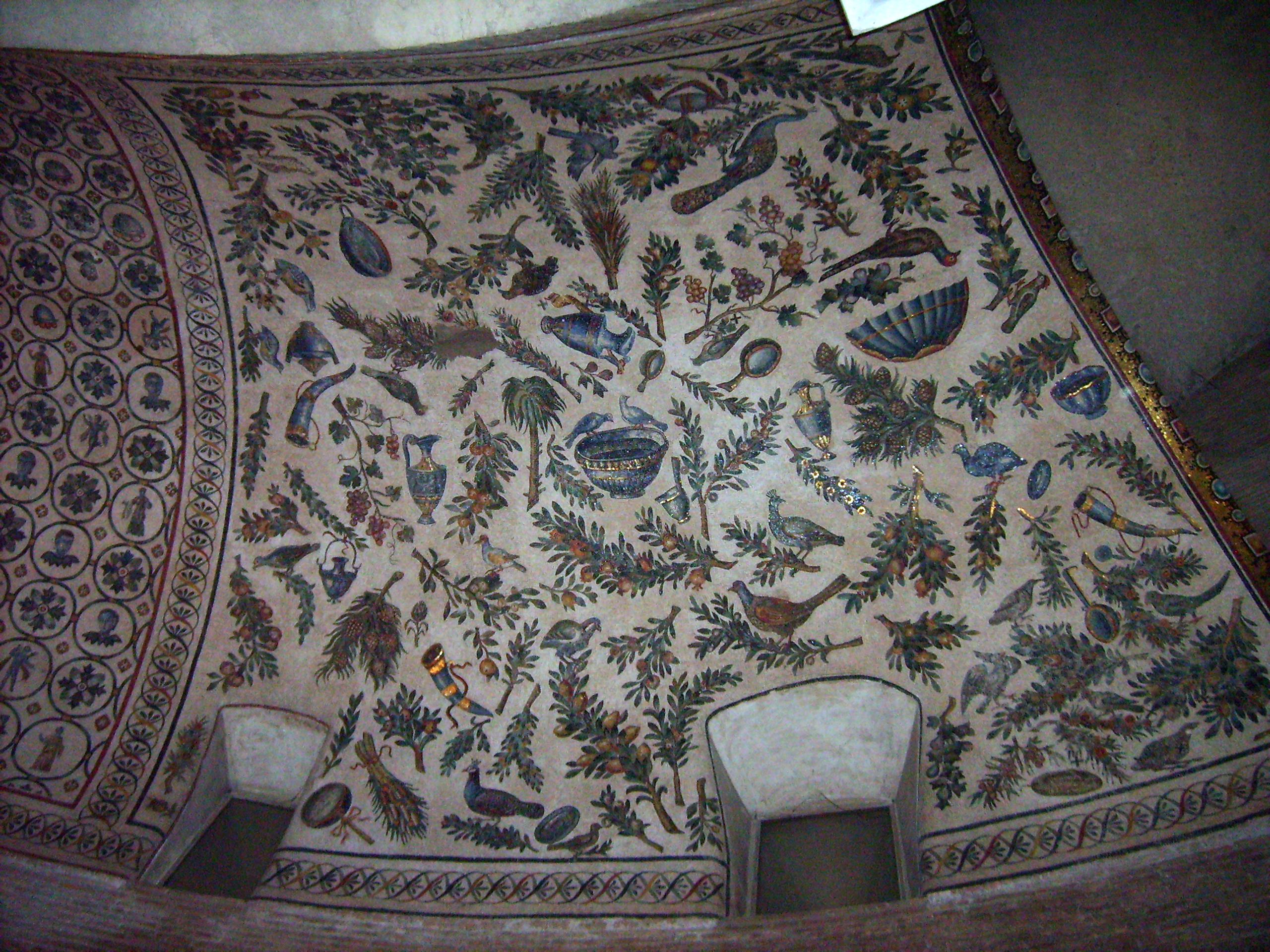
Mosaik im Umgang

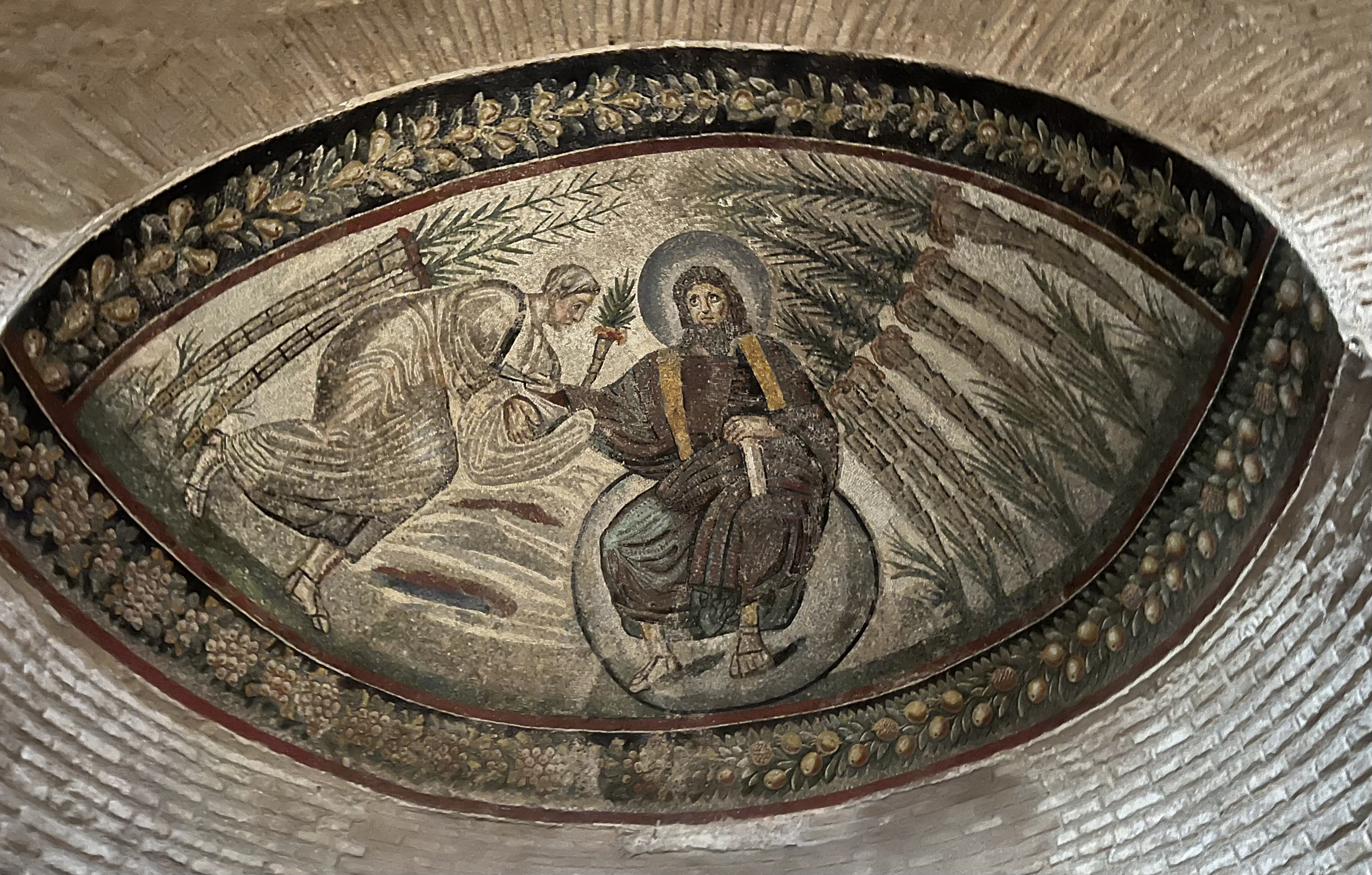
Mosaik mit Christus

Die Rotunde war außen lange Zeit von einem ringförmigen Säulengang (Portikus) umgeben, der nur ästhetische Funktionen hatte und genauso zerstört ist wie die Eingangshalle (Narthex). Die heute noch vorhandenen Gebäudeteile befinden sich im originalen, z. T. jedoch stark restaurierten Zustand.
Der zentrale Innenraum ist von einem tonnengewölbten Umgang umgeben, der durch Arkaden von 12 Doppelsäulen aus grünem und rotem Granit abgetrennt wird. Bei den Kapitellen der Säulen handelt es sich fast ausschließlich um Spolien, die aus älteren Gebäuden hierher verbracht wurden. Die dem Innenraum zugewandten Kapitelle sind in der Regel aufwendiger gestaltet als die zum Umgang hin gelegenen. Die Zwölfzahl der Säulenpaare ist ebenso ein Hinweis auf die zwölf Apostel wie die gleiche Zahl der Fenster.
Der Zentralraum wird von einer 11,50 m weiten, durch Ziegelrippen versteiften Betonkuppel mit Tambour gekrönt. Außen liegt ein Ziegeldach als Wetterschutz unmittelbar auf der Kuppelschale auf.
Der zentrale Raum war mit Marmor-Inkrustationen verkleidet und die Kuppel mit prächtigen Mosaiken in römischer Tradition geschmückt, die jedoch fast vollständig verloren sind. Der im Umgang – im Gegensatz zur Kuppel – noch fast vollständig erhaltene Mosaikenschmuck zählt zu den bedeutendsten Zeugnissen der frühchristlichen Kunst. In geometrischen Rahmen werden – noch ganz der heidnischen Tradition folgend – Blumen, verschiedene Pflanzen und Vögel dargestellt. Christliche Symbole finden sich hingegen kaum.
Die Innenseite der Außenwand ist durch Nischen aufgelockert, die sich in den beiden Hauptachsen der Kirche zu Kapellen erweitern. Durch diese Betonung wird eine Kreuzform hervorgehoben – sicher kein zufälliges Symbol.
1620 erfolgte die Barockisierung der Kirche. 1871 legte Andrea Busiri Vici einen Entwurf zur klassizistischen Gestaltung der Fassade vor, der jedoch nicht ausgeführt worden ist. Bei einer Restaurierung in den Jahren 1938/1939 wurde indes wieder der Bauzustand des 4. Jahrhunderts hergestellt. Zum heutigen Komplex gehört neben der Katakombe und den Ruinen der Basilika auch die im 7. Jh. errichtete Kirche Sant’Agnese fuori le mura.

## Technische Daten der Kuppel
- Kuppelinnendurchmesser (⌀): 11,50 m[1]
- Kuppelschalendicke (KSD): 0,70 m[1]
- KSD zu ⌀: 1:16[1]
- Kuppelmaterial: Beton mit Ziegelrippen[1]
- Grundriss: Rotunde[1]
- Ringmauerdicke (RD): 1,45 m[1]
- RD zu ⌀: 1:7,9[1]